# Friedrich Beuther
Friedrich Christian Philipp Beuther (1776/1777 - 1856) was een belangrijk Duits decorontwerper uit de negentiende eeuw. Van 1812 tot 1814 werkte hij in het theater van Würzburg. Hij ontwierp bijvoorbeeld het decor voor de première van Mozarts opera La clemenza di Tito in Weimar in 1817.